# Road to
Road to (Път към) са серия епизоди на „Семейният тип“. В епизодите главните герои са Браян и Стюи Грифин.

## Сюжет
В сериите Браян и Стюи пътуват занякъде. В повечето от епизоди Стюи използва машинита си на времето.

## Списък с епизодите
1. Road to Rhode Island (Път към Роуд Айлънд)(излъчен на 30 май 2000 г.[2])
2. Road to Europe (Път към Европа) (излъчен на 7 февруари 2002 г.[3])
3. Road to Rupert (Път към Рупърт)(излъчен на 28 януари 2007 в САЩ,31 юли 2007 във Великобритания,12 май 2009 в Унгария[4])
4. Road to Germany (Път към Германия) (излъчен на 19 октомври 2008 г.[5])
5. Road to the Multiverse (Път към вселените) (излъчен на 27 септември 2009 г. в САЩ,4 февруари 2010 г. в Австралия,9 май 2010 г. във Великобритания,5 октомври 2010 г. в Унгария[6])
6. Road to the North Pole (Път към северния полюс) (излъчен на 12 декември 2010 г.[7])
7. Road to Las Vegas (Път към Лас Вегас) (излъчен през май 2013 г.[8][9])

## Награди
- Christmastime is Killing Us (от епизода Road to the North Pole) – най-добра музика във филм[10]

## Видеоигри
- "Family Guy: Back to the Multiverse" (Семейният тип: Обратно във вселените)
  - Издадена на 20 ноември 2012 г.
  - Достъпна за Xbox 360, PlayStation 3, Microsoft Windows